# جيمس تي. لويس
جيمس تايلور لويس (بالإنجليزية: James Taylor Lewis) وهو محام و سياسي أمريكي كان الحاكم التاسع على ولاية ويسكنسن ولد جيمس تايلور لويس في 30 تشرين الاول - أكتوبر من سنة 1819 في مدينة كلارندون بولاية نيويورك . في عام 1845 استقر لويس في مدينة كولومبس بولاية ويسكنسن . شغل لويس منصب نائب حاكم ولاية ويسكنسن مابين عامي 1854 إلى عام 1856 كما شغل كذلك منصب وزير خارجية ولاية ويسكنسن من عام 1862 إلى عام 1864 في سنة 1864 أصبح جيمس تايلور لويس حاكما على ولاية ويسكنسن عن الحزب الجمهوري وقد استمر لويس في منصبه كحاكم على الولاية إلى سنة 1866. توفي جيمس تايلور لويس في 4 آب - أغسطس من سنة 1904.